# Bobby Collins
Pour les articles homonymes, voir Collins.
Bobby Collins, né le 16 février 1931 à Govanhill (quartier du sud de Glasgow, Écosse), et mort le 13 janvier 2014, est un footballeur écossais, qui évoluait au poste de milieu de terrain à Leeds United et en équipe d'Écosse.
Collins a marqué dix buts lors de ses trente-et-une sélections avec l'équipe d'Écosse entre 1950 et 1965.

## Biographie

### Carrière de joueur
En tant que milieu de terrain, il est international écossais à 31 reprises (1950-1965) pour 10 buts.
Il participe à la Coupe du monde de football 1958, en Suède. Il est titulaire dans tous les matchs (Yougoslavie, Paraguay et France), et il inscrit un but à la 74e minute contre le Paraguay. L’Écosse est éliminée dès le premier tour.
Il joue dans un club écossais (Celtic Glasgow) et deux clubs anglais (Everton FC et Leeds United FC). Avec le premier, il remporte un championnat d’Écosse, deux coupes d’Écosse et deux coupes de la Ligue écossaise. Il ne remporte rien avec le second, et avec le dernier, il est champion de deuxième division anglaise en 1964, vice-champion en première division en 1965 et en 1966 et est finaliste de la coupe d’Angleterre en 1965. En coupe d’Europe 1966, face au Torino FC, il est gravement blessé au fémur, ce qui le force à arrêter sa carrière de footballeur.

#### Palmarès

##### En équipe nationale
- 31 sélections et 10 buts avec l'équipe d'Écosse en 1950 et 1965.

##### Avec le Celtic de Glasgow
- Championnat d'Écosse de football
  - Champion en 1954
  - Vice-champion en 1955
- Coupe d'Écosse de football
  - Vainqueur en 1951 et en 1954
  - Finaliste en 1955 et en 1956
- Coupe de la Ligue écossaise de football
  - Vainqueur en 1957 et en 1958

##### Avec Leeds United
- Championnat d'Angleterre de football D2
  - Champion en 1964
- Championnat d'Angleterre de football
  - Vice-champion en 1965 et en 1966
- Coupe d'Angleterre de football
  - Finaliste en 1965

#### Distinction personnelle
- Footballeur de l'année de la FWA
  - Vainqueur en 1965

### Carrière d'entraîneur
Il est entraîneur de Huddersfield Town FC, de Hull City AFC et de Barnsley FC, ne remportant aucun trophée.